# ايغور ليشنوفسكي
ايغور ليشنوفسكي (بالإسبانية: Igor Lichnovsky)‏ (7 مارس 1994 بسانتياغو في تشيلي - ) هو لاعب كرة قدم تشيلي في مركز الدفاع لعب سابقاً في نادي الشباب السعودي. شارك مع منتخب تشيلي تحت 17 سنة لكرة القدم ومنتخب تشيلي تحت 20 سنة لكرة القدم ومنتخب تشيلي لكرة القدم. أما مع النوادي، فقد لعب مع ريال سبورتينغ خيخون ونادي أونيفرسيداد دي تشيلي ونادي بورتو وFC Porto B ‏.

## وصلات خارجية
- ايغور ليشنوفسكي على موقع الاتحاد الدولي (مؤرشف)  (الإنجليزية)
- ايغور ليشنوفسكي على موقع قاعدة بيانات كرة القدم.إي يو (الإنجليزية)
- ايغور ليشنوفسكي على موقع ناشيونال فوتبول تيمز (الإنجليزية)
- ايغور ليشنوفسكي على موقع Soccerbase.com (لاعب) (الإنجليزية)
- ايغور ليشنوفسكي على موقع Soccerway.com (الإنجليزية)
- ايغور ليشنوفسكي على موقع عالم كرة القدم.نت (الإنجليزية)
- ايغور ليشنوفسكي على موقع AS.com (الإسبانية)